# Le Christ à la colonne (Le Caravage)
Pour l’article homonyme, voir Le Christ à la colonne (Antonello de Messine).
Le Christ à la colonne (ou Flagellation du Christ) est un tableau de Caravage peint entre 1606 et 1607 et conservé au musée des Beaux-Arts de Rouen. Il représente le Christ sur le point de se faire flageller par deux bourreaux qui l'attachent à une haute colonne, en prélude à sa Passion. L’œuvre, dont l'attribution à Caravage est récente (fin des années 1950) n'est pas datée de façon certaine mais les historiens de l'art s'accordent à la rattacher à la période du tout premier séjour du peintre à Naples, alors qu'il vient de s'enfuir de Rome où il a commis un meurtre. Typique de la manière caravagesque, le Christ à la colonne offre une composition originale qui est étonnamment différente de celle choisie pour une seconde Flagellation que Caravage réalise à très peu de temps d'écart pour une église napolitaine.

## Description
Le Christ est représenté juste avant sa flagellation, alors que ses deux bourreaux s'activent à le lier sur une colonne : c'est cet instant de tension précédant la violence qui constitue le cœur de la scène. Les tortionnaires du Christ sont représentés à la manière naturaliste qu'affectionne le peintre lombard : leurs visages marqués et leurs mains rudes leur confèrent un aspect populaire que confirment leurs vêtements pauvres et abîmés ; c'est un traitement humain et non caricatural qui leur est réservé. De même, la brutalité de leurs gestes comme l'apparence éreintée du Christ renvoient à une réalité concrète.
L'éclairage de gauche sépare nettement le tableau en deux parties, et le mouvement des personnages est conçu en fonction de cette composition. La lumière de soupirail provenant d'en haut, typique de Caravage, accentue le geste des bourreaux et procure un effet cinétique. L'historien de l'art Eberhard König observe que la colonne de la flagellation est ici traitée non pas comme un thème majeur mais comme un attribut du Christ. Cette colonne, qui monte vers le ciel, présente des marbrures semblables à des plaies tandis que le corps athlétique du condamné est absolument intact.
Sur le plan symbolique, le manteau rouge jeté au sol semble représenter la royauté déchue du Christ, et le périzonium blanc évoque déjà son linceul. La composition complètement décentrée offre également une possible interprétation symbolique, comme le propose l'historien de l'art Arnauld Brejon de Lavergnée qui observe « l'idée magnifique » du visage du Christ tourné vers le bord extrême du tableau : « isolé géographiquement car isolé dans sa Passion, [le Christ] regarde le vide désespérément ; les bourreaux sont des humains qui accomplissent leur travail ; le spectateur est pris entre les deux. »

## Historique
Caravage peint ce tableau vers 1606 ou 1607. Il s'agit de l'une des œuvres datant probablement du premier séjour à Naples du peintre lombard, qui s'est enfui de Rome après y avoir tué un homme en duel. C'est en particulier le traitement des bourreaux, plus que celui de la figure du Christ, qui est caractéristique de cette première période napolitaine. Il est toutefois possible de rattacher le tableau à l'extrême fin de son séjour romain, en 1606 donc,.
L'œuvre est longtemps attribuée à Mattia Preti, même lors de son achat par le musée de Rouen en 1955,. Il faut attendre 1959 et l'expertise (par application de la « méthode morellienne ») de Roberto Longhi, spécialiste et expert du Caravage, pour que sa véritable attribution soit reconnue et progressivement admise de façon quasi unanime. Il est possible que la toile soit issue de la collection du cardinal Scipione Borghese.

## Versions

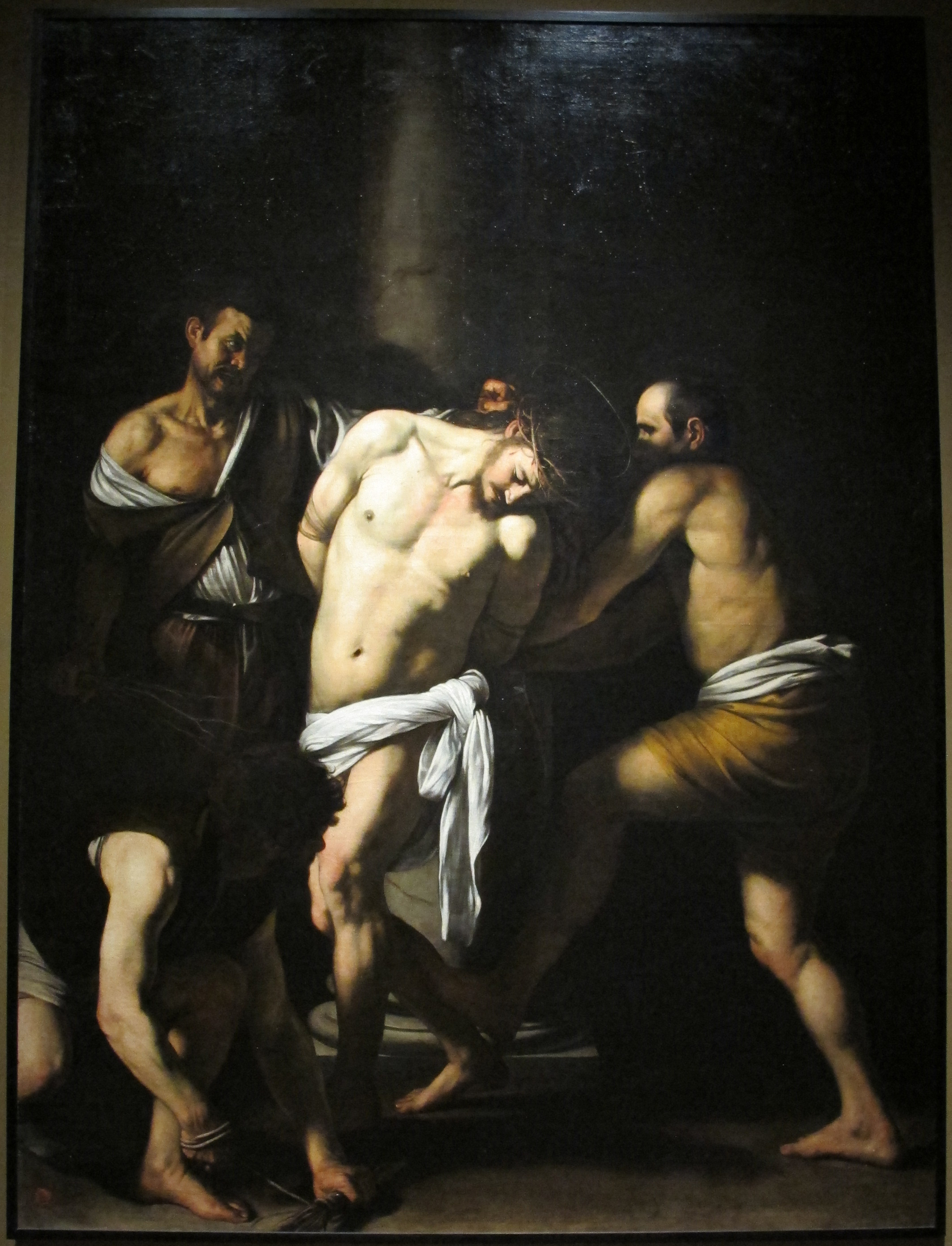
Caravage offre à peu de temps d'écart un tout autre traitement du même thème dans sa Flagellation du Christ (musée Capodimonte, Naples).

Quatre copies au moins du Christ à la colonne sont connues, mais leur autographie demeure incertaine.
Le traitement du thème n'est pas une création de Caravage, mais il est traité par de nombreux autres artistes ; une tradition picturale existe donc, qui propose notamment de représenter soit une colonne basse (qui serait issue du prétoire de Jérusalem d'où Pilate émit sa condamnation de Jésus-Christ), soit une colonne haute évocatrice du portique du Temple de Jérusalem. C'est ce dernier choix qui guide Caravage.
Le même sujet est représenté dans une autre œuvre de Caravage, La Flagellation du Christ, un grand format vertical daté de 1607 et conservé au Musée de Capodimonte de Naples. Arnauld Brejon de Lavergnée souligne combien Caravage s'éloigne de bon nombre d'artistes en se montrant capable de proposer des compositions radicalement différentes pour un même thème.